# Friedrich Fiala
Pour les articles homonymes, voir Fiala.
Friedrich Xaver Odo Fiala, né le 21 juillet 1817 à Nidau et mort le 24 mai 1888 à Soleure, est un ecclésiastique catholique suisse qui fut en particulier évêque de Bâle.

## Source
- Markus Ries, « Fiala, Friedrich » dans le Dictionnaire historique de la Suisse en ligne, version du 1er juillet 2004.